# Pedemonte (Alagna Valsesia)
Pedemonte (Z'Kantmud in walser) è una frazione del comune di Alagna Valsesia, situata a 1246 m s.l.m. ai piedi del monte Tagliaferro.

## Storia
La frazione Pedemonte sorge nel luogo dove nel medioevo si trovava l'antica stazione di fondovalle per lo sfruttamento dei sovrastanti alpeggi di Mud.

Nei secoli XI e XII, in tutto il territorio dell'alta Valsesia, si ebbe un notevole sviluppo dell'allevamento di bestiame, soprattutto dei bovini: le mandrie, che svernavano nelle zone collinari o di alta pianura, venivano condotte in primavera verso i pascoli negli alpeggi di alta quota, per poi compiere il tragitto inverso in autunno. Durante questi spostamenti stagionali (transumanza) le mandrie sostavano per qualche tempo in aree di pascolo poste a quota intermedia (maggenghi), che si trovavano ai piedi degli alpeggi estivi e che in Valsesia venivano chiamati appunto Piedi d'alpeggio. Pedemonte era il piede d'alpeggio dell'alpe Mud, da qui il nome come compare negli antichi documenti: Apud Mot, Pede Motis o Pè de Moyt.

L'alpe di Mud appartenne fino al 1138 al capitolo canonicale della basilica di San Giulio sul lago d'Orta; in quell'anno fu ceduta in cambio di altri beni fondiari al priorato cluniacense di San Pietro di Castelletto Cervo. In quell'epoca però Pedemonte era soltanto un maggengo abitato per pochi mesi dell'anno; fu soltanto alla fine del XIII secolo con l'arrivo dei walser, provenienti dalle vicine colonie di Macugnaga e Gressoney, che divenne un insediamento permanente, abitato tutto l'anno.

## Museo Walser -Walsermuseum
Il Museo Walser è allestito in un'antica casa costruita nel 1628, dall'inconfondibile struttura in pietra e legno caratteristica dell'architettura walser alagnese.

Inaugurato nel 1976, il museo ricostruisce al suo interno, attraverso arredi, attrezzi di lavoro, costumi, collocati nei diversi ambienti della casa, la vita quotidiana di una comunità walser del passato.